# Isekai Meikyū de Harem o
Isekai Meikyū de Harem o (jap. 異世界迷宮でハーレムを) ist eine japanische Online-Romanreihe und Light-Novel-Reihe von Shachi Sogano. Die Light Novel enthält Illustrationen von Shikidōji. Sie wurde auch als Manga und Anime adaptiert und international als Harem in the Labyrinth of Another World bekannt. Die Isekai-Harem-Serie handelt von einem Jugendlichen, der in eine Fantasy-Welt versetzt wird und sich dort als Krieger einen Harem aus Sex-Sklavinnen zusammenstellt.

## Handlung
Der Oberschüler Michio Kaga (加賀 道夫) will nur ein neues Fantasy-Rollenspiel ausprobieren, da findet er sich plötzlich in der Welt eben dieses Spiels wieder. Und bald erinnert er sich, dass er die Warnung weggeklickt hat, nach dem Start nicht wieder in seine Welt zurückkehren zu können. Da dies nun seine neue Heimat ist, versucht er das beste daraus zu machen. Es scheint, dass er einige Fähigkeiten aus dem Spiel erhalten hat. So werden ihm die Eigenschaften von Gegenständen und Personen eingeblendet, was andere hier nicht können und er hat von Anfang an ein mächtiges Schwert. Auch seine Fähigkeiten im Kendō sind ihm nützlich. Die Welt funktioniert wie in Rollenspielen üblich und jeder verfügt über ein Level, eine Charakterklasse und bestimmte Eigenschaften. Auch gibt es Monster und Räuber zu besiegen.
Nachdem Michio im Dorf, in dem er gestartet ist, einige Räuber getötet hat und dafür beschenkt wurde, reist er in die nächste Stadt. Dort trifft er auf den Sklavenhändler Allen, der ihm die wunderschöne Roxanne als Sexsklavin anbietet. Von ihrer Schönheit angetan, will Michio alles tun, um sie kaufen zu können. Zunächst geht er in ein nahes Labyrinth, um Monster zu jagen und so Gegenstände sammeln zu können, um diese anschließend zu verkaufen. Als das nicht ausreicht, kundschaftet er das Versteck einer Räuberbande aus und bringt einige von ihnen für das ausgesetzte Kopfgeld um. So kann er endlich Roxanne kaufen und hat bald das erste Mal Sex mit ihr. Als Wolfsmensch ist sie ihm auch in den Kämpfen nützlich, und so ziehen sie zusammen ins Labyrinth auf die Jagd. Schnell nimmt sich Michio vor, weitere Mitstreiter zu gewinnen.

## Veröffentlichungen von Light Novel und Manga
Die Geschichten wurden zunächst von Autor Shachi Sogano selbst als Online-Romanreihe auf der Plattform Shōsetsuka ni Narō veröffentlicht. Die Reihe startete dort 2011 und wurde 2019 abgeschlossen. Beim Verlag Shufunotomo erscheint seit 21. Dezember 2012 eine Umsetzung als Light Novel mit Illustrationen von Shikidōji. Diese umfasst bisher 12 Ausgaben.
Eine Adaption der Geschichten als Manga, gezeichnet von Issei Hyōju, wird seit 26. April 2017 vom Verlag Kadokawa Shoten im Magazin Gekkan Shōnen Ace veröffentlicht. Der Verlag brachte die Kapitel auch gesammelt in bisher elf Bänden heraus (Stand: Februar 2025). Eine italienische Übersetzung erscheint bei Magic Press.

## Adaption als Anime
Zur Romanreihe wurde 2022 eine Adaption als Anime für das japanische Fernsehen produziert. Die Serie mit 12 Folgen entstand bei Studio Passione unter der Regie von Naoyuki Tatsuwa. Hauptautor war Kurasumi Sunayama. Das Charakterdesign wurde von Makoto Uno für die Animationen adaptiert, die künstlerische Leitung lag bei Junko Nagasawa und Mame. Die Tonarbeiten leitete Teruaki Sugawara und Yoshihiro Sekiya war für die Kameraführung verantwortlich.
Die Serie wurde erstmals im Oktober 2020 angekündigt. Die je 23 Minuten langen Folgen wurde vom 6. Juli bis zum 21. September 2022 ausgestrahlt, bei AT-X unzensiert und bei Tokyo MX und BS11 zensiert. Parallel erfolgte die internationale Veröffentlichung auf der Online-Plattform Crunchyroll, unter anderem mit deutschen und englischen Untertiteln.
Am 25. November 2022 erschien zudem eine zweiteilige Original Video Animation zu Harem in the Labyrinth of Another World in Japan.

### Synchronisation
| Rolle       | japanischer Sprecher (Seiyū) |
| ----------- | ---------------------------- |
| Michio Kaga | Taku Yashiro                 |
| Roxanne     | Shiori Mikami                |
| Allen       | Kenta Miyake                 |
| Sherry      | Shiori Izawa                 |
| Miria       | Honoka Kuroki                |
| Vesta       | Rina Honnizumi               |
| Rutina      | Mikako Izawa                 |

### Musik
Die Musik der Serie wurde komponiert von Tomoki Kikuya. Das Vorspannlied ist Oath von Shiori Mikami und der Abspann ist unterlegt mit Gentleman's Deal 600,000 Naal (紳士の取引60万ナール) von Taku Yashiro und Kenta Miyake.